# Selina oder Das andere Leben
Selina oder Das andere Leben ist der Titel eines 2005 publizierten Romans von Walter Kappacher. Erzählt wird der Versuch des Salzburger Gymnasiallehrers Stefan, in einer abgeschiedenen italienischen Region mit kultureller Tradition seinem Leben die „lang erhoffte Wendung“ zu geben und es neu zu orientieren sowie – in Auseinandersetzung mit Jean Pauls Gedanken über die Unsterblichkeit – über die existentiellen Fragen nachzudenken. Verbunden mit dieser Phase der Selbstbesinnung sind die Tagesabläufe eines einfachen Lebens, die Sanierung eines alten Bauernhauses sowie die Pflege des Geländes, die Bekanntschaft mit der ländlichen Gesellschaft, kreative und kontemplative Beschäftigungen und die Hoffnung, an Literatur und Kunst interessierte, seelenverwandte Freunde zu finden.

## Handlungsübersicht

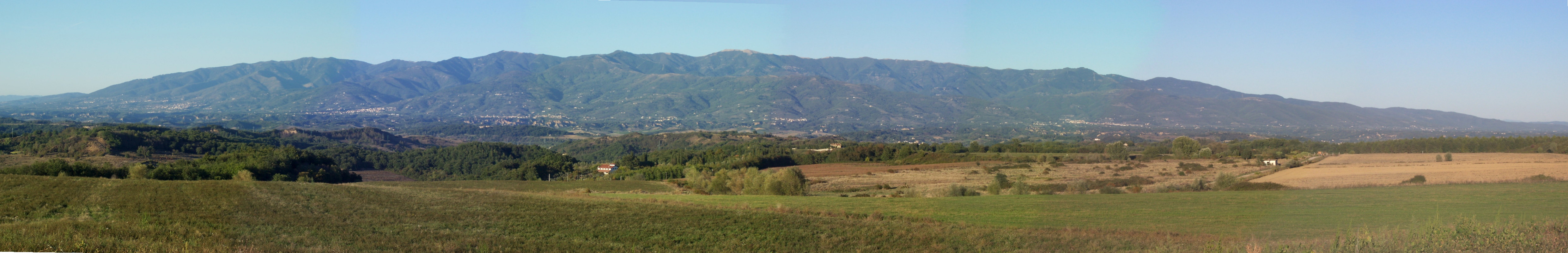
Wie ein Grenzwall wirkt das Pratomagno-Gebirge vom Arno-Tal aus. In diese im Vergleich zur westlichen Chianti-Toskana für den Tourismus abgelegene Region des Valdarno mit Eichen- und Kastanienwäldern und dazwischen teilweise verwilderten terrassierten Oliven-, Wein- und Gemüsegärten haben sich Heinrich Seiffert und Stefan zurückgezogen.

Ursachen für Stefans Ausstieg und die einjährige Befreiung von seinen beruflichen Pflichten sind die Unzufriedenheit mit seiner Arbeit als Lehrer und die Entfremdung von seiner zwölf Jahre älteren Freundin und Kollegin Monika Schneider. Er ist ca. 40 Jahre alt, gilt in der Schule als Sonderling und kann sich zu diesem Zeitpunkt nicht vorstellen, bis zur Pensionierung Schüler zu unterrichten. In der Mitte seines Lebens stellt er sich die Fragen nach Sinnerfüllung und nach einem Neubeginn als Schriftsteller in einem anderen Umfeld. Auslöser seiner Entscheidung für eine Besinnungsphase in räumlicher Distanz zu Wohnort, Familie und Bekannten ist in den Osterferien 1985 die zufällige Begegnung mit dem in antiker Literatur belesenen Heinrich Seiffert, der seit siebzehn Jahren in einem kleinen Dorf im Hügelland des Pratomagno-Gebirges zwischen Florenz und Arezzo lebt und ihm das Angebot macht, sich ein vom Zerfall bedrohtes Bauernhaus auf seinem Anwesen als Sommerferiensitz herzurichten.
Die Haupthandlung begleitet den Protagonisten von Mai bis September 1987 und wird in kleinen Kapiteln, die jeweils einzelne Situationen und Erlebnisse enthalten, im Wesentlichen chronologisch, nur durch einige Rückblicke unterbrochen, entwickelt: Z. B. die erste Autofahrt nach Moro, der Besuch mit Mario bei dessen Schwester Eva in Arezzo, die kurze Beziehung zu Loretta, Heinrichs Besuch mit Selina und ihrem Mann in Moro, der Bus-Ausflug mit dem Bürgermeister zum Lago Trasimeno. Eingerahmt sind diese Stationen von zwei Abschnitten, in denen Stefan in der Ich-Form Heinrich (vorletztes Kp.) und dessen Nichte Selina (1. Kp.) anspricht. Das letzte Kapitel verweist auf den Hintergrundtext: Jean Pauls 1827 veröffentlichtes Romanfragment Selina oder über die Unsterblichkeit der Seele.

## Interpretation

### Italien-Sehnsucht

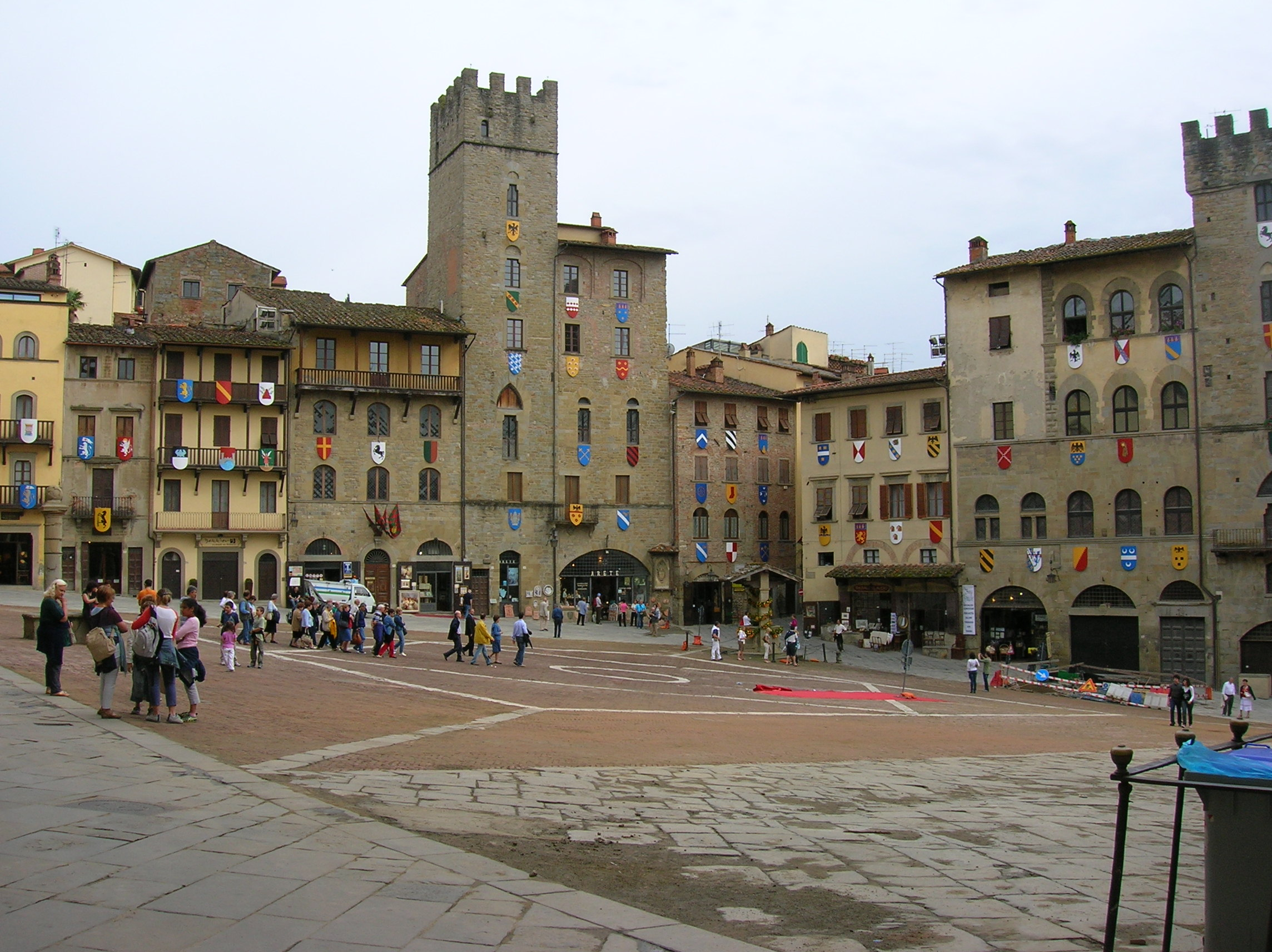
Die Piazza Grande in Francesco Petrarcas Geburtsstadt Arezzo ist ein häufiges Ausflugsziel Stefans. Hier kauft er auf dem Antiquitäten-Markt für die Möblierung des Ferienhauses zwei Stühle, die ihm Loretta mit ihrem Renault nach Mora transportiert. Mit der Bekanntschaft Heinrich Seifferts im Bahnhof beginnt das Toskana-Experiment des Salzburger Lehrers.

„… wäre ich vor zwanzig bis fünfundzwanzig Jahren zum ersten Male und dann öfter nach Italien gekommen, so wäre auch aus mir etwas geworden.“

Heinrich Seiffert liest als Experte für antike Literatur und Kulturgeschichte u. a. Horaz, Vergil, Lukrez und schreibt eine Petrarca-Studie. Sein Freund und Kollege professore Alberto ist Präsident der Societa Francesco Petrarca in Arezzo, wo Seiffert früher in jedem Jahr einen Vortrag gehalten hat. Vor allem dieser Dichter war es, der mit der Pflege der römischen republikanischen Literatur und ihrer moralischen Werte des selbstverantwortlichen Menschen zum antiken Lebens- und Kulturideal der Renaissance beitrug, das er mit der christlichen Offenbarung verband.
Seit der Zeit der Renaissance interessierte man sich in Europa wieder für die antike Kunst und Philosophie und wählte sie zum Vorbild für das neue individualistische und kosmopolitische Menschenbild. Darauf beziehen sich die Bildungsreisen sowohl deutscher Dichter wie Johann Wolfgang Goethe und Maler als auch die Grand Tour der jungen Adligen. Viele Entwicklungsromane z. B. aus der Zeit der Klassik und Romantik greifen das Motiv der Italiensehnsucht auf und gestalten die Schemata einer idealen Natur-Kultur-Landschaft (Arkadien): Z. B. Mignons Lied in Goethes Wilhelm Meisters theatralische Sendung, Ludwig Tiecks Franz Sternbalds Wanderungen. oder Joseph von Eichendorffs Marmorbild
In dieser Tradition stehen die als erster Leitspruch zu Kappachers Roman in Adalbert Stifters Worten formulierten Vorteile von Italienreisen für die Persönlichkeitsbildung und die Sehnsucht Stefans, „sich dem Mythos Italien zu nähern“, wobei ihm allerdings vor 1985 das Land erst südlich von Rom reizvoll erschien. Seiffert gibt ihm kulturhistorische Informationen und Reisetipps (u. a. Geburtsorte der Renaissance-Maler Fra Angelico, Leonardo da Vinci, Michelangelo) und leiht ihm Bücher (Seneca). Nach den Vorschlägen seines Mentors macht Stefan Ausflüge in die historischen Zentren, besucht beispielsweise eine Etrusker-Ausstellung und die Galleria Nationale in Perugia, das Geburtshaus Raffaels in Urbino, den Palazzo Pitti in Florenz und skizziert die ihn beeindruckenden Kunstwerke, aber auch die ihn störende museale Atmosphäre: „Kordeln waren in einer Entfernung von zwei Metern vor den Bildern gespannt“. Das Haupt-Augenmerk seiner Beschreibungen richtet sich allerdings auf die gegenwärtige Durchmischung des Stadtbildes und das lärmende Leben außerhalb der Museen und Kirchen: „Neben dem Eingang zum Geburtshaus von Raffael […] ein kunsthandwerklich gefertigtes Kachel-Schild: Tattoo-Center“.

### Das einfache Leben
Zentrum der Selbstreflexionen des Protagonisten in der Toskana ist ein einfacher, aktiver Lebensstil: Sein Tagesablauf auf dem an einem verwilderten terrassierten Berghang gelegenen ehemaligen kleinen Landgut Mora, zweieinhalb Kilometer von Gello Biscardo entfernt, addiert sich aus z. T. spontan entwickelten Verrichtungen und führt zu einem völlig anderen, gedehnten Zeitgefühl: Er repariert das Dach, flickt das Mauerwerk, weißelt die Wände, lackiert die neuen Fensterläden, möbliert die Wohnung, schneidet das Brombeergestrüpp um die Olivenbäume und auf der steil abfallenden Zufahrt zum Grundstück, bespricht mit Mario Sanierungsmaßnahmen, holt Wasser vom Bona-Brunnen, unterhält sich mit den Ferrettis und Marinis, die ihre terrassierten Oliven- und Weingärten bewirtschaften und ihm gelegentlich Zucchini schenken, kauft in San Giustino Valdarno und Castiglion Fibocchi Lebensmittel und Zeitungen, betrachtet die Auslagen der Buchhandlungen, erkundet dabei – der Leser kann die Wege mit Google-maps verfolgen – die Region: die mittelalterlichen Siedlungskerne mit den einförmigen Ausbauzonen und Gewerbegebieten an den Hauptverkehrsstraßen, bereitet seine Mahlzeiten meistens mit Brot, Salami, Tomaten und Schafskäse zu, besucht Heinrich Seiffert in Pontenano, liest die von ihm ausgeliehenen Bücher, kümmert sich um dessen Nichte Selina, deren Ehe mit Erich in der Krise ist, während ihres Besuchs beim Onkel und verliebt sich in sie.
Von Anfang an wünscht sich Stefan, das einfache Leben in Mora mit einer Frau zu teilen, die ähnliche Interessen wie er hat. Monika wäre dazu offenbar nicht bereit, Loretta belässt es bei einer Übernachtung im alkoholisierten Zustand. Mit Selina könnte er sich ein Zusammenleben am besten vorstellen, obwohl sie sich bei ihrem ersten Besuch im Juli ablehnend äußert: »Nichts für mich!«
Einerseits braucht Stefan Menschen um sich, mit denen er sein Erleben teilt, und könnte ohne die Nachbarschaftsbeziehungen die Einsamkeit auf Mora nicht ertragen. Andererseits halten ihn die freundlichen Einladungen und häufigen abendlichen Besuche der Dorfbewohner, die den Fortschritt der Sanierung begutachten, von seinen Zielen ab: dem Schreiben eines Pompeji-Romans bzw. des Drehbuchs für den Film seines Halbbruders Franz über Mozarts italienische Reise, dem Lesen der Briefe Plinius’, der Romane Pratolinis und Paveses, der Kleist-Briefe sowie dem kosmischen Erlebnis des die Natur überspannenden Sternenhimmels.

### Toskanische Impressionen

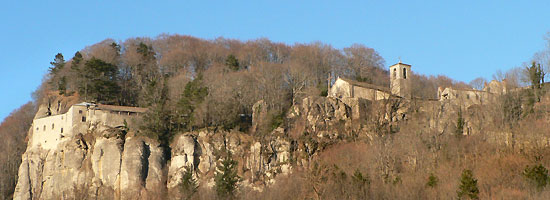
Antonio Ferretti fährt mit Stefan zum Wallfahrtsort La Verna im Casentino und zeigt ihm die Höhle im Felsen des Tafelbergs Monte Penna, wo 1224 Franz von Assisi nach der Überlieferung mit den Vögeln gesprochen hat und stigmatisiert worden ist.

Bei seinen Ausflügen beobachtet er die Lebens- und Arbeitswelt der Bewohner und sammelt Impressionen wie in aneinandergereihten Schnappschüssen: auf Stühlen vor den Häusern sitzende, Zeitung lesende Männer, vorbeialbernde Mädchen und Jungen, deren Gesichter ihn an Darstellungen Piero della Francescas erinnern, eine Greisin, die „mit einem Korb voller getrockneten Kräuter hausieren geh[t]“ und aus dem Verkehrsbüro geworfen wird, „aufgewirbelte[r] Staub, der sich, vermischt mit Auspuffgasen, langsam auf die Tische“ der Touristen legt, die bei den Bestellungen im Café auf der Piazza della Repubblica „das bisschen Gelernte anbringen“ wollen und deren Akzent ihn an seinen eigenen erinnert.
In nachdenklichen Augenblicken befürchtet er, auch nur ein „Gaffer“ wie die Touristen mit ihren spärlichen italienischen Sprachkenntnissen zu sein und hier eigentlich nichts verloren zu haben, und erkennt, dass man mit den Menschen in einer Gemeinschaft leben müsse. In Gello Biscardi gelingt die Integration ansatzweise und er registriert dankbar, dass ihn die Bewohner nicht mehr wie im Vorjahr als Fremden behandeln und ihn teilnehmen lassen: Er wird von den Nachbarn in Gello wie den Marinis zum Espresso oder einem Glas Wein eingeladen, unterhält sich mit ihnen in seinem einfachen Italienisch, nimmt an religiösen Festen teil, z. B. der Firmung von Marios Sohn Gianni, und begleitet Antonio Feretti zum Franz von Assisi-Wallfahrtsort La Verna. Im Mittelpunkt der nachbarschaftlichen Kontakte steht Mario, der die Hauptarbeiten bei der Haus-Sanierung übernommen hat und ihn mit seiner Verwandtschaft bekannt macht, u. a. mit seinem Schwager Vittorio. Dieser hat in seiner Jugend Gedichte geschrieben und als Autodidakt eine kleine Bibliothek aufgebaut, für die sich Stefan interessiert.
Es ist im Allgemeinen eine hilfsbereite und gastfreundliche Gesellschaft, trotz vieler familiärer und finanzieller Probleme: Mario muss nach dem Tod seiner Frau Francesca im Februar die drei Kinder Gianni, Davide und Lena versorgen. Daniela und Maurizio sind arbeitslos bzw. davon bedroht und leben auf engem Raum zusammen mit den Eltern Vittorio und Eva in einer Gemeindewohnung. Loretta erhält Sozialunterstützung für sich und ihren Sohn Enzo, weil ihr Mann Tommaso wegen Betrugs im Gefängnis sitzt.

### Jean Pauls Gedanken über die Unsterblichkeit der Seele
„Ein ewiges Wesen zusehend einem Wesen, das über seine Vernichtung nachsinnt.“

Nicht nur die Titelvariation, das Motto „Ein ewiges Wesen zusehend einem Wesen, das über seine Vernichtung nachsinnt.“ und das letzte Kapitel verweisen auf Jean Pauls Romane Das Kampaner Tal (1797) und die nicht fertiggestellte Fortsetzung Selina oder über die Unsterblichkeit; beide Werke sind auch explizit in die Handlung eingearbeitet und dienen als personale und thematische Bezugstexte: Erstens schwärmte Selinas Mutter für Jean Paul und gab deshalb ihrer Tochter den Namen der Titelheldin. Zweitens erinnert die Personenkonstellation mit der Mentorenrolle Heinrichs (= Jean Paul) und der Affinität zwischen Stefan und Selina (= Karlson und Gione), die sich jedoch noch nicht von ihrem Mann Erich (= Giones Bräutigam und Gemahl Wilhelmi) trennen will, an die in den Pyrenäen angesiedelte Kampaner Gesellschaft im ersten Jean Paul-Roman, wobei allerdings die seelische Liebe zu Gione von Karlsons Freundschaft mit Wilhelmi, an dessen Hochzeitstag die Haupthandlung spielt, aufgefangen und in ihr gegenseitiges Verständnis einbezogen wird.
Auf den zweiten Jean Paul-Roman beziehen sich Seiffert und Stefan mehrmals bezüglich der gegenüber dem Kampaner Tal erweiterten Diskussion: In Selina oder über die Unsterblichkeit trifft sich 30 Jahre später die nun aus zwei Generationen bestehende Gesellschaft erneut, diesmal in Deutschland. In einer idyllischen arkadischen Parklandschaft wohnen die beiden befreundeten, an Literatur, Kunst, Philosophie und Religion interessierten Familien Karlson und Wilhelmi. Sie haben Jean Paul eingeladen, um den früheren Gedankenaustausch wieder aufzugreifen. Während im Kampaner Tal die Gespräche in eine Wanderung der Hochzeitsgesellschaft durch das Tal zum Ort des Festes einbezogen sind, wird in Selina die Diskussionen zwischen dem Verfasser und Karlsons Sohn Alexander über die Seelenunsterblichkeit und den „Vernichtglauben“ ohne Himmel und Hölle argumentativ ausgeweitet: Beide versuchen ihre Ansichten in langen theoretischen Ableitungen unter Einbeziehung theologischer, philosophischer, psychologischer und naturwissenschaftlicher Hypothesen der Zeit darzulegen: Merkmale und Eigenschaften der Seelen, Seelenwanderung, Zusammenhang zwischen Schlaf, Traum und Alter, Verhältnis zwischen Leib und Geist, Aufbau des Gehirns, Instinkte bei Tieren und Menschen, Unbewusstes und Magnetismus. Hintergrund dieser intensiven Erörterungen ist die große Sorge um Karlsons zweiten Sohn Henrion, der in Griechenland vor der Festung Napoli di Romania für die Freiheit des Landes kämpft. Selina, die Tochter Wilhelmis und der inzwischen verstorbenen Gione, ist mit ihm verbunden. Beide sind „edle Seelen“ und glauben fest an die Unsterblichkeit. Zeugnisse davon sind die Briefe Henrions an Selina und deren Visionen: Sie sieht den schwer verwundeten Freund auf dem Krankenlager, bevor die ihre Bilder bestätigenden Briefe eintreffen. In dem Magnetismus-Ferngespräch beider kulminiert die irdische Entwicklung der edlen Seelen.
Alexander übernimmt in der Debatte die Rolle des advocatus diaboli, während im Kampaner Tal sein Vater in seiner Trauer über den vermeintlichen Tod Giones entsprechende Gedanken der „Vernichtung“ des Lebens formuliert. Alex argumentiert, der sichtbare Zerfall des menschlichen Körpers und Geistes stehe im Gegensatz zur Vorstellung einer Veredelung in einem zweiten ewigen Leben und spreche eher für einen „Doppeluntergang“. Er fragt gegenüber der These, die Schöpfung habe Zweck und Ziel, ob „denn überhaupt der Unendliche Zwecke“ habe und ob wir ihn so genau kennen. Seine Gesprächsanteile sind allerdings viel kleiner als die des dominierenden Kontrahenten und dienen diesem zu wortreichen Erwiderungen und Ableitungen, die von dem Wunsch und der Hoffnung getragen sind, dass das Leben nicht endlich ist: Das Herz sage „Du kannst nicht vergehen“, die Materie sei nur die Haut des eigentlichen inneren Lebens, nur der Körper sei vergänglich, nicht jedoch Geist bzw. Seele und „das ungeheure Reich des Unbewussten“, uns seien „Triebe und Seufzer nach einer höheren Welt, nach einer höhern Liebe, die Ideen der Gottheit und der Sittlichkeit“ eingepflanzt, und das könne keine Täuschung sein. Gegen den „Vernichtglauben“ an das endliche physische und geistige Leben in einem „leeren Raum“ wenden sich fast alle Kampaner mit der ganzen rhetorischen Kraft ihres Glaubens und Hoffens: Angesichts der „ungeheuere[n] Welthölle voll Menschenqualen“ müsse das „menschliche Auge […] über den Erdball hinausschauen“. Denn der Mensch könne den Gedanken der endgültigen Vernichtung nicht ertragen. Daraus wird in beiden Romanen die Forderung abgeleitet, dass ein Schöpfer das irdische Glück und Leid der Menschen nicht mit deren Vernichtung beenden dürfe, sondern es im zweiten Leben weiterführen bzw. ausgleichen müsse: „Der unsterbliche Geist“ könne nicht „auf die stille Kugel niederschauen“ und die „zerschmolzen[en] und verraucht[en]“ „Schatten und Träume und Wachsgestalten“ der „Brandstätte“ betrachten. „... der zerstochene Wurm [dürfe] sich emporkrümmen und gegen den Schöpfer sagen: ›Du hast mich nicht zum Leiden schaffen dürfen‹“. Die Fülle der Schönheit der Welt müsse ein höheres Ziel haben, was nicht erreicht werde, wenn der „ewig säende und niemals erntende einsame Weltgeist“ nur eine „Ewigkeit die andere betrauern sieht“.
Jean Pauls ganzheitliche romantische Weltvorstellung bezieht die gesamte Natur mit ein, die sich als erste Welt in der zweiten Weltkugel des Universums als „steigende Glückseligkeitsinsel“ vollendet. Dieser kosmische Glaube wirke zurück auf die Lebenseinstellung: „Selig“ sei, „wer sich seine Welt ganz mit der zweiten organisch verbunden und durchdrungen ha[be]: die Wüste des Lebens zeigt ihm über den heißen Sandkörnern des Tages die kühlenden Sterne größer und blitzender jede Nacht.“ Der Blick auf die Welt werde ein anderer: „Wie ganz anders sieht ein Geist die blühende Natur an, der mit ihr und hinter ihr fortzublühen glaubt.“
Seine Ausführungen werden, trotz der Skepsis einiger Mitglieder, von der Kampaner Gesellschaft gerne gehört, beziehen sie sich doch auf den Wunsch einer Wiederbegegnung mit Gione und Henrion.

### Heinrich Seifferts Gespräch mit Stefan über den Tod

Heinrich Seiffert beschreibt Stefan den Blick von seinem turmförmigen Haus in Pontenano hinunter ins Arnotal des Casentino. In einem späteren Gespräch auf Mora sinniert er: »...es ist wirklich schön, hier zu sitzen, man könnte meinen, es gäbe noch ein Arkadien.«

In Auseinandersetzung mit beiden Romanen, die Heinrich Seiffert gut kennt, entwickelt sich im letzten Teil von Kappachers Selina in Pontenano das zentrale existentielle Gespräch mit Stefan über die Frage, was nach dem Tod mit dem Menschen geschehen könnte, ähnlich wie bei Jean Paul (Henrion) aus einer lebensgefährlichen Bedrohung. Auslöser ist ein Druck von Giorgiones „Die drei Alter des Menschen“, den Stefan als Geschenk aus Florenz mitgebracht hat: Seiffert identifiziert sich unter dem Eindruck seiner sich immer mehr abzeichnenden Krankheit mit dem dargestellten Greis und trägt seine Überlegungen über die Undenkbarkeit Gottes vor, denen Stefan prinzipiell zustimmt: Die Religionen würden lediglich die Ängste der Menschen spiegeln, das Universum aber sei den Menschen radikal fremd, doch sie hätten eine Ahnung davon, „daß über unserem Bewusstsein etwas existiert, etwas Unvorstellbares...“. Auch Stefan ist der Gedanke eines Wiedersehens mit Verstorbenen, „mit lang vermissten geliebten Seelen“ fremd und er glaubt nicht, dass man in einer anderen Welt „ewig so weitermachen könne wie bisher“. In diesem Zusammenhang bezeichnet Seiffert Selina als „seltsame[n] Text“, über den er sich mit Stefan unterhalten möchte, d. h., dass er mit seinen Überlegungen noch nicht zu einem Ergebnis gekommen ist. Ihn irritiert wohl an Jean Pauls Vorstellungen die Ableitung der Unsterblichkeit als Ziel der Schöpfung aus der prinzipiellen Schönheit und Harmonie der Natur. Andererseits beklagt er bei seinem Besuch zusammen mit Selina und Erich den Nihilismus der traditionslosen Moderne. In Mora könne man für einen Moment einen Sinn in der Schönheit der Natur erblicken, aber dieses Arkadien sei nur eine Fata Morgana. Im Gespräch mit Stefan in Pontenano verweist er auf Hölderlin, dem er die größten Antennen für Übersinnliches zuspricht, im Besonderen auf dessen Hyperion. Diese Bemerkung bezieht sich vermutlich auf Hyperions ambivalente Haltung: seine euphorische Hoffnungen und enttäuschten Abstürze, wenn ihm seine naturmystischen Versuche vergeblich erscheinen, mit allem Lebendigen und mit der unzerstörbaren Schönheit der Natur eins zu sein und sie dadurch zu fixieren: „viel der leeren Worte haben die Wunderlichen [d. h. die Menschen] gemacht“.

### Kosmisches Naturerlebnis
Die von Seiffert angesprochene Harmonie, aber auch den Zweifel daran erlebt Stefan in Mora. Wenn er allein vor dem Haus sitzt, fühlt er sich im mystischen Einklang mit dem Mikrokosmos der Natur, vergleichbar mit Jean Pauls arkadischem Pyrenäental, dem „Tempel der Natur“: Er lauscht dem Zirpen der Zikaden, den Hummeln, beobachtet eine Ringelnatter, der er ihr Wohnrecht in Höhlungen der Hausmauer zugesteht, und fragt sich: „Wie viele Menschen kennst du, mit denen du hier sitzen könntest, ohne dass es die Stimmung störte? Ob er es jemals satt bekäme, hier zu verweilen, den Wechsel des Lichts, der Färbungen, der Geräusche zu erleben?“ Er entdeckt immer wieder „Niegesehene[s]“, glaubt das Wesen der Olivenbäume zu verstehen. Sie „schienen sich ihm mitzuteilen“, ohne dass er es in Worte übersetzen könnte. Er bezeichnet sie als seine „Gesellschaft hier“ und ist überzeugt davon, „dass sie [ihn] auf ihre Weise wahrnehmen“. Und über dieser kleinen Welt betrachtet er den Nachthimmel und die Sternbilder am Firmament und sieht, „wie das schwache Mondlicht die Wiese in ein märchenhaftes Dämmerblau tauchte“. Er hat dann das euphorische Gefühl, die Gestirne befänden sich in lebendiger Bewegung, von „irgendeine[r] göttliche[n] Macht“ gelenkt. In seiner Jean Paul-Lektüre kann er ähnliche Empfindungen entdecken, wie folgende Beispiele zeigen: „als falle von der gedrückten Brust die irdische Last, als gebe uns die Erde aus ihrem Mutterarm reif in die Vaterarme des unendlichen Genius“, „unter dem unendlichen Thronhimmel“, „Sie [Gione bei ihrem Montgolfière-Flug] ging einsam wie eine Himmlische empor unter die Sterne“, „meine Sehnsucht nach den Sternen“, „Der Sternhimmel hebt, allmächtig erfassend, mein Herz am meisten empor, so ernst und ungeheuer schaut er herunter.“
Der in dieser Weise erlebte Makrokosmos gibt Stefan die Gewissheit einer „Wesenheit“, an dessen Geist der Mensch jetzt und nach seinem Tod irgendeinen Anteil habe, bis zu jener „Schreckensnacht“, als ihn die existentielle Angst einer totalen Einsamkeit erfasst. Er hat nun die Vorstellung, die Sonnen und Planeten seien tote Materie in der Tiefe des Weltraums und er sei der einzige Mensch auf der Welt, umgeben von „unvorstellbaren Abgründen von Raum und Zeit“, bedroht von dem „Nicht-mehr-Sein[]“, der „absoluten Vernichtung seiner selbst.“ Entsprechende Befürchtungen kann man in Karlsons nach dem vermeintlichen Tod Giones verfasster „Klage ohne Trost“ finden bzw. in Jean Pauls Gedankenspiel, die Unsterblichkeit einmal wegzudenken. In dieser Nacht wenige Tage vor Heinrichs Tod sucht er Hilfe in einem Gebet vor einem Kunstdruck der Schutzmantelmadonna Spinellos.
Auch in der umgebenden Natur fühlt er im zweiten Sommer Bedrohungen: die sich gegen ihn aufrichtende schwarze Viper, Geräusche in der Nacht, und er überlegt, ob „ihm die Welt bloß im Licht der Sonne freundlich gesonnen <sic!>“ sei. „Das Urvertrauen der ersten Nächte war […] nicht mehr gegeben“. In solchen Augenblicken kommt ihm sein Gefühl, in Harmonie mit den Tieren und Pflanzen zu leben, als Einbildung vor. Im letzten Kapitel reflektiert Stefan diese Erfahrungen im Zusammenhang mit seiner Selina-Lektüre, die ihn ähnlich Seiffert irritiert, aber auch fasziniert hat. Die kontroverse Diskussion zwischen Jean Paul und Alexander deutet er als Selbstgespräch des Autors mit verteilten Rollen, in dem Stefan seine eigenen existentiellen Fragen wiedererkennt, über die er sich gerne mit Heinrich Seiffert ausgetauscht hätte. Noch fühlt er sich im mittleren Alter und findet sich mit dem Gedanken an seine Sterblichkeit ab, aber die Thematik wird ihn wohl weiterbegleiten.

### Stefans Erfahrungen
Stefans Erwartungen, die er an seinen Aufenthalt in Moro geknüpft hat, haben sich nur teilweise erfüllt: Es war eine Zeit der Besinnung und neuer kultureller und menschlicher Erfahrungen. Zu einer beruflichen und persönlichen Neuorientierung ist es jedoch nicht gekommen: Das Filmprojekt seines Bruders hat sich zerschlagen, mit dem Pompeji-Roman kam er kaum voran, denn die Erhaltung des Anwesens nahm seine Kraft in Anspruch und brauchte seine Ersparnisse auf. Er wird nach seinem Freijahr wohl wieder als Lehrer arbeiten müssen und könnte nur in den Ferien nach Mora fahren. Vor allem durch Seifferts Tod im August ist die Frage der Weiterführung des italienischen Experiments im nächsten Jahr offen: Selina braucht Bedenkzeit über ihre Beziehung zu Erich, zwar spricht sie vor ihrer Abreise davon, den nächsten Sommer in Pontenano zu verbringen und mit Stefan in Kontakt zu bleiben, aber er ist auf ihre Initiative angewiesen und hofft, dass sie Heinrichs Besitzungen nicht verkauft und über Winter und im nächsten Jahr alles noch einmal überdacht werden kann.

## Sekundärliteratur
- Monika Schmitz-Emans: „Selinas zweites Leben: Walter Kappacher in den Spuren Jean Pauls“. Jahrbuch der Jean-Paul-Gesellschaft 2011, S. 147 ff.